# Soła
Soła è un fiume dei Monti Beschidi occidentali, in Polonia.
Lungo 88,9 chilometri, è un affluente di destra del fiume Vistola, che incontra all'altezza di Oświęcim. In questa località era ubicato, tra il 1940 ed il 1945, il campo di concentramento di Auschwitz.